# Rafael Soriano
Rafael Soriano (nacido el 19 de diciembre de 1979 en San José de Los Llanos) es un lanzador relevista dominicano que juega en las Grandes Ligas para los Washington Nationals ( Nacionales de Washington). Soriano lanza una bola rápida en movimiento a 95 millas por hora, la cual ha llegado a los tres dígitos, junto con un slider y un cambio que rara vez utiliza.

## Carrera

### Seattle Mariners
Soriano fue firmado como amateur por los Marineros de Seattle en 1996. Fue contratado como jardinero antes de ser convertido en un lanzador. Hizo su debut en Grandes Ligas con los Marineros el 5 de mayo de 2002. Después de una efectiva campaña 2003, Soriano sufrió un desgarro de un ligamento colateral cubital en su codo derecho, y se sometió a una cirugía Tommy John el 17 de agosto de 2004. Regresó a las Grandes Ligas el 10 de septiembre de 2005. Soriano sufrió una conmoción cerebral el 29 de agosto de 2006, después de ser golpeado detrás de la oreja por una línea de hit bateada por el toletero dominicano Vladimir Guerrero. Fue dado de alta la tarde del día siguiente.

### Atlanta Braves

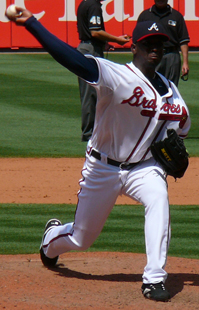
Soriano lanzando para los Bravos en 2007

Soriano fue cambiado a los Bravos de Atlanta, el 7 de diciembre de 2006, a cambio del lanzador zurdo Horacio Ramírez. En un artículo durante la temporada baja, ESPN explicó por qué creía que Soriano era un jugador mucho mejor que Ramírez. Soriano tuvo una mezcla de éxito y decepción en su primera temporada en Atlanta, principalmente en calidad de preparador del cerrador Bob Wickman. Soriano se convirtió en el cerrador del equipo después de que Wickman fuera designado para asignación en el mes de agosto. Obtuvo su primer salvamento desde el 10 de mayo, el 30 de agosto.
Soriano fue suspendido por cuatro juegos el 20 de septiembre después de golpear a Dan Uggla con un lanzamiento. La suspensión se redujo a dos partidos después de apelar. Terminó su primera temporada con los Bravos con un récord de 3-3 y efectividad de 3.00. Firmó un contrato de dos años con los Bravos de $9 millones de dólares el 24 de enero de 2008.
Después de sorprender a los Bravos y aceptar arbitraje, Soriano fue cambiado a los Rays de Tampa Bay el 10 de diciembre de 2009 por Jesse Chávez.

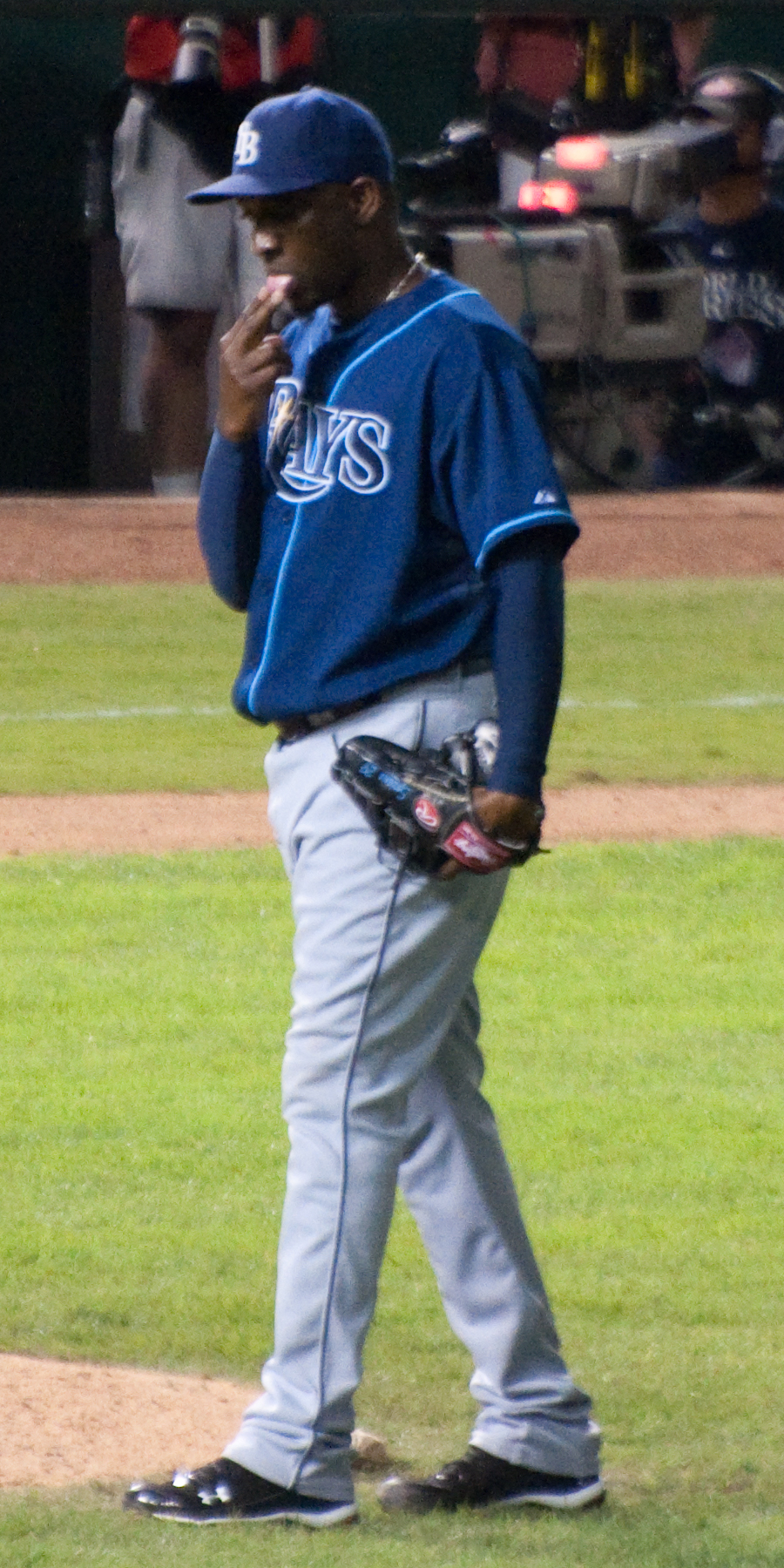
Soriano mientras lanzaba para los Rays de Tampa Bay

### Tampa Bay Rays
Soriano ganó el DHL Delivery Man Award en mayo de 2010, y julio de 2010, convirtiéndose en el primer lanzador en ganar ese honor dos veces en una temporada. Ganó el premio por tercera vez en agosto de 2010, uniéndose a Joe Nathan y Trevor Hoffman como los únicos en ganar el premio tres veces. Fue seleccionado para el Juego de Estrellas de 2010 para reemplazar al lesionado Mariano Rivera. El 23 de agosto de 2010, en un partido contra los Angelinos de Anaheim, Soriano se convirtió en el lanzador número 15 de la Liga Americana en la era moderna (desde 1900) en ponchar a tres bateadores con nueve lanzamientos en medio inning y el sexto lanzador en todo el béisbol en lograr un salvamento mientras lo hacía. Soriano lideró la Liga Americana en salvamentos al final de la temporada 2010. Soriano terminó en el 8.º lugar en la votación al premio Cy Young de la Liga Americana.

### New York Yankees
Los Yankees firmaron a Soriano con un contrato de tres años y $35 millones de dólares el 18 de enero de 2011. Soriano será el preparador del cerrador panameño Mariano Rivera. Logró su primer salvamento como un yanqui contra los Azulejos el 20 de abril. Tuvo su primera derrota, y permitió la carrera del empate y la victoria como miembro de los Yankees el 26 de abril. Soriano se encuentra actualmente en la lista de lesionados. En sus primeras 17 apariciones registró una efectividad de 5.06. El 30 de julio, Soriano lanzó su primer partido desde que regresó de la lista de lesionados lanzando una novena  entrada sin permitir anotaciones y ponchando a dos en una sólida victoria 17-3 frente a los Orioles de Baltimore.